# TV3 (Viasat)
TV3 — бренд, используемый флагманскими телеканалами компании «Viasat» в Скандинавии, странах Балтии, Венгрии и Финляндии. Viasat является частью шведской компании Modern Times Group. Первый телеканал TV3 был запущен в канун Нового года 1987 года, нарушив монополию на трансляцию на скандинавских языках.
TV3 транслирует по меньшей мере шесть отдельных каналов в Скандинавии и странах Балтии, каждая из которых имеет долю локализованных развлекательных и документальных фильмов, созданных на соответствующих внутренних языках. Все каналы транслируются из Вест-Дрейтона, Мидлсекс в Соединённом королевстве, что означает, что «Viasat» способен обойти более строгие критерии для коммерческих сообщений, которые применяются в скандинавских странах, особенно в отношении рекламы, ориентированной непосредственно на детей, и более строгих правил прерывания программ с рекламой.

## Телеканалы
Поначалу был один телеканал TV3 для всех скандинавских стран. Вскоре были запущены отдельные телеканалы в Дании и Норвегии. В 1990-х годах TV3 расширился и появился в странах Балтии. Каналами, использующими концепцию TV3, являются:
- TV3 Sweden
- TV3 Denmark
- TV3 Norway
- TV3 Estonia
- TV3 Latvia
- TV3 Lithuania
- TV3 Slovenia
- Viasat 3 Hungary